# أل سميث (لاعب كرة قاعدة أمريكي)
أل سميث (بالإنجليزية: Al Smith)‏ هو لاعب كرة قاعدة أمريكي، ولد في 13 ديسمبر 1903 في نوريستاون ‏ في الولايات المتحدة، وتوفي في 11 أغسطس 1995 في سان دييغو في الولايات المتحدة.

## وصلات خارجية
- ألفرد سميث على موقع دوري كرة القاعدة الرئيسي (الإنجليزية)
- ألفرد سميث على موقعبيزبول رفرنس.كوم (الدوري الرئيسي) (الإنجليزية)
- ألفرد سميث على موقعبيزبول رفرنس.كوم (الدوري الثانوي) (الإنجليزية)